# Сьюард (округ, Канзас)
Сью́ард (англ. Seward County; стандартное обозначение SW) — округ в штате Канзас, США. Официально образован 20 марта 1873 года. По состоянию на 2010 год, численность населения составляла 22 952 человека.

## География
По данным Бюро переписи США, общая площадь округа равняется 1 657,602 км2, из которых 1 655,012 км2 суша и 2,590 км2 или 0,200 % это водоёмы.

## Население
По данным переписи населения 2000 года в округе проживает 22 510 жителей в составе 7 419 домашних хозяйств и 5 504 семей. Плотность населения составляет 14,00 человек на км2. На территории округа насчитывается 8 027 жилых строений, при плотности застройки около 5 строений на км2. Расовый состав населения: белые — 65,44 %, афроамериканцы — 3,78 %, коренные американцы (индейцы) — 0,77 %, азиаты — 2,86 %, гавайцы — 0,06 %, представители других рас — 23,81 %, представители двух или более рас — 3,27 %. Испаноязычные составляли 42,14 % населения независимо от расы.
В составе 43,50 % из общего числа домашних хозяйств проживают дети в возрасте до 18 лет, 59,60 % домашних хозяйств представляют собой супружеские пары проживающие вместе, 10,00 % домашних хозяйств представляют собой одиноких женщин без супруга, 25,80 % домашних хозяйств не имеют отношения к семьям, 20,60 % домашних хозяйств состоят из одного человека, 7,80 % домашних хозяйств состоят из престарелых (65 лет и старше), проживающих в одиночестве. Средний размер домашнего хозяйства составляет 2,98 человека, и средний размер семьи 3,46 человека.
Возрастной состав округа: 32,00 % моложе 18 лет, 11,70 % от 18 до 24, 30,50 % от 25 до 44, 16,90 % от 45 до 64 и 16,90 % от 65 и старше. Средний возраст жителя округа 29 лет. На каждые 100 женщин приходится 105,30 мужчин. На каждые 100 женщин старше 18 лет приходится 103,70 мужчин.
Средний доход на домохозяйство в округе составлял 36 752 USD, на семью — 41 134 USD. Среднестатистический заработок мужчины был 29 765 USD против 21 889 USD для женщины. Доход на душу населения составлял 15 059 USD. Около 13,90 % семей и 16,90 % общего населения находились ниже черты бедности, в том числе — 21,00 % молодёжи (тех, кому ещё не исполнилось 18 лет) и 7,30 % тех, кому было уже больше 65 лет.